# 穀神星
穀神星（英语：Ceres，/ˈsɪəriːz/; 小行星序號：1 Ceres）是火星和木星軌道之間的主小行星帶中最亮的天體。它的直徑大約是945（587英里），是海王星軌道以內最大的小行星。在太陽系天體大小列表排名第35，是在海王星軌道內唯一標示為矮行星的天體。穀神星由岩石和冰組成，估計它的質量佔整個主小行星帶的五分之二。穀神星也是主小行星帶已知唯一自身達到流體靜力平衡的天體。穀神星因其体积较小较为黯淡，視星等範圍在+6.7至+9.3之間，在近地点取得最大值，但若无极度昏暗的夜晚条件下，地球上也很难通过肉眼观察到谷神星。1801年1月1日，意大利人朱塞普·皮亞齊在巴勒莫首先發現了穀神星，最初將穀神星當成行星，但之後在相似的軌道上發現越來越多小天體，使其在1850年代重新归类為小行星。
引力数据顯示谷神星内部存在區分，分别为岩石、核和冰的地函，冰層之下可能存在液態水的內部海洋。表面可能是水冰和不同的水合物礦物，像是黏土和碳酸鹽的混合物。2014年1月，在穀神星的幾個地區都檢測到排放出的水蒸氣。然而一般只有彗星才会发出水蒸气，在主小行星帶的大天體床通常不會發出水蒸氣，因此这项发现出人意料。
美國國家航空航天局的空间探测器曙光號在2015年3月6日進入繞行穀神星的軌道。從2015年1月，曙光號就以前所未見的高解析度傳回影像，顯示表面有著坑坑窪窪。兩個獨特的亮點（或高反照率特徵）出現在撞擊坑內（不同於早些時候哈伯太空望遠鏡在一個撞擊坑中觀測到的影像）；出現於2015年2月19日的影像，導致考慮可能有冰火山或釋氣的發想。2015年3月3日，NASA的一位發言人說，這些點符合含冰或鹽的反光物質，但不太可能是冰。2015年5月11日，NASA釋放出高解析的影像，顯示不是一個或兩個點，實際上在高解析的影像上有好幾個。2015年12月9日，NASA的科學家報導，穀神星的亮斑可能是一種類型的鹽類，特別是“鹵水”，包括硫酸鎂等硫酸盐矿物（MgSO4·6H2O）；也發現這些斑點與富含氨的黏土相關聯。2015年10月，NASA釋出了由曙光號拍攝的真實色彩穀神星影像。

## 历史

### 發現

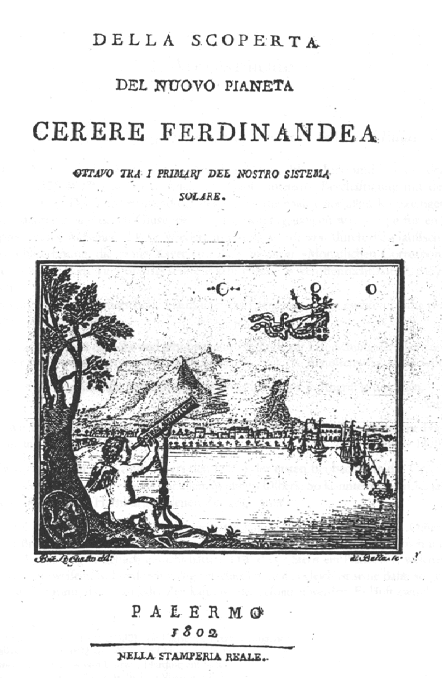
皮亞齊的書："Della scoperta del nuovo pianeta Cerere Ferdinandea"。概述了穀神星的發現，將新的"行星"呈獻給費迪南多一世。

約翰·波德在1772年率先提出在火星和木星軌道之間可能有顆尚未發現的行星。而在1596年，克卜勒就已經注意到在火星和木星之間的差距；波德的想法源自提丟斯-波德定律，由约翰·丹尼尔·提丢斯在1766提出、現在已經喪失名譽的假說：觀察到當時已知行星軌道的半長軸，由於火星軌道和木星軌道的巨大差距，而沒有可遵循的規律模式。這個模式預測在軌道半長軸2.8天文單位之處應該有一顆行星存在。 赫歇爾在1781年發現的天王星位置靠近提丟斯-波德定律預測在土星之外的行星位置，增加了當時人們對這條定律的信心。在1800年，由《每月通訊》（Monatliche Correspondenz）的編輯弗朗兹·克薩韋爾·馮·扎克為首的一個團體，發送了要求24位資深的天文學家，結合他們的努力，開始有系統搜尋預期的天體（稱為「天空巡警」）。然而，他們沒有發現穀神星，但稍後他們發現了幾顆較大的小行星。
在西西里巴勒莫學院的天文學家朱塞普·皮亞齊，在接受這項邀請之前，就選擇了這項搜尋工作。他在1801年1月1日發現了穀神星。他在尋找尼可拉·路易·拉卡伊的黃道星表的第87顆星時，發現他看見的是另一顆不在星表上的星星。皮亞齊發現這是顆會移動的星，他首先想到的是彗星。皮亞齊總共觀測這顆星24次，最後一次是在1801年2月11日，因為生病中斷了他的觀測。他在1801年1月24日在信中宣布了他的發現，但是只給了兩位天文學家：他在米蘭的同胞巴尔纳巴·奧里亞尼和在柏林的約翰·波德。他報告說它像一顆彗星，“但是它的運動速度太慢，而且較為均勻。他曾經多次認為它可能是比彗星更好的東西”。在4月，皮亞齊送出了完整的報告給奧里亞尼、波德和在巴黎的傑羅姆·拉朗德。這分資料刊登在1801年9月的每月通訊。
不久之後，穀神星的位置改變了（主要是由於地球的軌道運動），因為太靠近太陽而隱沒在眩光中，使得其他天文學家難以觀測與確認皮亞齊的發現。到當年底應該可以再次見到穀神星，可是經過這麼長的時間已經難以預測它確切的位置。為了再發現穀神星，年僅24歲的高斯發展出了軌道測定的有效方法高斯法。他將完整的三次觀測資料（時間、赤經和赤緯），代入他自己暫定的克卜勒定律。在數學上，這意味著一個在空間中確定的圓錐曲線，將太陽當作圓錐曲線的一個焦點，和二次圓錐曲線上的三個交點（從地球視線的直線與本身運動的橢圓軌道交點），可以由經歷的時間測量行星在弧線上的移動（弧長可以依據克卜勒第二定律計算）。這個問題會導出一個至八個解的方程式，但其中的一個解，地球的軌道是已經知道的。而利用物理學的條件可以排除其餘的六個解，得到解決的方案。在這項工作中，高斯使用了他為此目地而創建的全面近似法。只花了幾個星期，他就將預測穀神星路徑的結果發送給馮·扎克。在1801年12月31日，馮·扎克和歐伯斯就在靠近預測的位置附近重新找回了穀神星。
早期的觀測者只能夠推算出穀神星大小的數量級。1802年，赫歇爾低估了它的直徑為260公里，而施羅特在1811年高估為2613公里。

### 命名
皮亞齊最初建議將它以農業女神刻瑞斯（被認為起源於義大利西西里，當地有最古老的神殿）和西西里的费迪南多國王的名字結合，命名為刻瑞斯·費迪南多。但其它的國家不接受「費迪南多」，因而捨棄。
另外，希臘稱它為狄蜜特，與羅馬的穀神有著相應的關係。德國曾稱它為赫拉，但為時不長。至於其它語言的國家有些使用Ceres/Cerere的變體：蘇聯、波斯、日本，中國則是使用穀神星。而狄蜜特在英文是小行星1108的名字。
穀神星固有的天文學符號是一把鐮刀，與金星符號相似，但是圓圈是斷裂的。它有時會變為⟨  ⟩，源自「Ceres」首字母「C」。這些小行星符號後來都以編號序列取代⟨①⟩。
在1803年發現的稀土元素鈰，是以穀神星命名的。同年發現的另一元素最初也以穀神星命名，但在命名鈰後，發現者改以第二顆小行星智神星（2 Pallas）命名為鈀（palladium）。

### 分類
穀神星的分類已經變更過不止一次，但還是有不同的意見。約翰·波德相信穀神星是在於火星和木星之間，距離太陽4億1900萬公里（2.8天文單位）“失落的行星”。穀神星獲賦予行星符號，並且曾經在天文書籍和表中歸類為行星（還有2 智神星、3 婚神星和4 灶神星）達半世紀。

前10大主帶小行星與月球大小的比較。穀神星在最左，以(1)標示

穀神星附近陸續發現其它天體代表它屬新一類天體。1802年發現2 智神星，威廉·赫歇爾為這種天體創造名詞“小行星”（“asteroid”，意為“像星狀”），寫到：“它們像是小星星，即使用很好的望遠鏡也難以區別”。作為第一顆發現的這種天體，穀神星在現代的小行星序號系統獲賦予第1號。儘管1860年代沒有對行星精確定義或明確規範，但也普遍接受穀神星等小行星和行星間的基本差異。
2006年圍繞著冥王星是否能列入行星的辯論重新考慮穀神星是否要改列為行星。之前提交給國際天文學聯合會的行星定義是這樣界定行星的：（a）有足夠質量，其自身重力可以克服鋼性力，而達到流體靜力平衡（接近球體）的形狀；而且（b）在繞行一顆恆星的軌道上，既不是恆星，也不是行星的衛星。這項提議如果通過，穀神星就會是從太陽算過來的第五顆行星。然而，這並沒有發生，在2006年8月24日通過的是修正案，要成為行星，還額外要求“清除圍繞在軌道附近的小天體”。根據這定義，穀神星不能支配其軌道，而與其它成千上萬顆小行星共用主小行星帶，並且只擁有帶中約五分之二的質量，故此不是行星。符合原始議案，但不符合修正案的天體，像是穀神星，重分類為矮行星。
穀神星是主小行星帶中最大的天體。有時它被假設已經被重分類為矮行星，因此不再被認為是一顆小行星。例如，在space.com新上傳的資料就稱智神星是最大的小行星，穀神星以前是一顆小行星。有鑑於國際天文學聯合會的問題與回答公告狀態：“穀神星（或許我們現在說它是）是最大的小行星”，然後它說“其它小行星”會穿越穀神星的路徑，這隱含著穀神星依然被認為是顆小行星。小行星中心注意到這個天體可能有雙重名稱。國際天文學聯合會在2006年將穀神星列為矮行星，但從未解決它是不是小行星的問題。事實上，在2006年之前國際天文學聯合會從未在任何場合定義“小行星”這個名詞，而在2006年之後寧可使用“太陽系小天體”和“矮行星”這兩個名詞。Lang在2011年評論：“國際天文學聯合會添加新的名詞給穀神星，把它列為一顆矮行星。……依據它的定義，鬩神星、妊神星、鳥神星和冥王星，以及最大的小行星，穀神星，都是矮行星”，並且在其它介紹它是“矮行星，第一號小行星穀神星”。NASA繼續指稱穀神星是一顆小行星，並置入各種學術教科書。
天文學裏也存在著小行星帶彗星這種雙重身份的天體，因此也不排除一顆矮行星可以有其它的名稱。

## 軌道
| 元素 類型                   | a （AU） | e        | i         | 週期 （日） |
| --------------------------- | -------- | -------- | --------- | ----------- |
| 固有                        | 2.7671   | 0.116198 | 9.647435  | 1,681.60    |
| 吻切 (曆元：2010年7月23日 ) | 2.7653   | 0.079138 | 10.586821 | 1,679.66    |
| 差異                        | 0.0018   | 0.03706  | 0.939386  | 1.94        |

穀神星的軌道

穀神星的軌道在火星和木星之間的主小行星帶內，其週期為4.6地球年。軌道有著適度的傾斜（i = 10.6°，相較於水星的7°和冥王星的17°）和適度的離心率（e = 0.08，相較之下火星是0.09）。
圖說是穀神星的軌道（藍色）和幾顆行星的軌道（白色和灰色）。在黃道下方的軌道用較暗的顏色繪製，橙色的加號標示的是太陽的位置。最上面左側的圖是從天球北極上方的鳥瞰圖，顯示穀神星在火星和木星之間位置的差距。右上角是一個特寫，顯示火星和穀神星的近日點（q）和遠日點（Q）。在這張圖中（但一般不會這樣）火星的近日點和穀神星等幾顆較大的小行星，包括2智神星與10健神星，分列在太陽的兩側。底下的圖是側視圖，顯示穀神星相對於火星的軌道傾角。
穀神星曾被認為是小行星家族的成員之一。這個小行星家族共享相似的固有軌道要素，這表示它們可能有著共同的起源，在過去的某一時間碰撞而形成。後來發現穀神星的光譜性質與家族的其他成員不同，現在這個家族已經依據序號最小的1272 吉菲昂（1272 Gefion）重新命名為吉菲昂族。穀神星似乎只是這個家族的闖入者巧合的有著相似的軌道要素，但沒有共同的起源。
穀神星的自轉週期是（穀神星日）9小時4分鐘。
穀神星與智神星有著近乎1:1的軌道共振（固有的軌道週期相差只有0.2%）。然而，因為它們的質量太小，相隔的距離又很遙遠，兩者不太可能有真正的共振，這類小行星之間的關係是非常罕見的。不過，穀神星還是能夠暫時捕捉到一些有著1:1共振的其它小行星（時間達200萬年或更長）；已經證實有50顆這種的小行星。

### 特洛伊
已知穀神星有幾顆臨時的特洛伊小行星。

### 穀神星的行星凌日
穀神星有優越的地位，可以看見水星、金星、地球和火星從太陽前方經過，也就是凌日的現象。最常發生的是水星凌日，通常每隔幾年就有一次，最近的是在2006年和2010年。最近的金星凌日發生在1953年，下一次會在2051年；地球凌日的相應日期是1814年和2081年；火星則是767年和2684年。

## 地質
曙光號太空船測量穀神星的質量為9.38×1020 kg，相較於主小行星帶的總質量2.394 ± 0.005×1021公斤，穀神星的質量約佔了五分之二，換言之，這大約是月球質量的1.28%。穀神星的質量大到可以達到流體靜力平衡，足夠形成近似球體的形狀。在太陽系的天體中，穀神星的尺度介於較小的灶神星和較大的特提斯之間，其表面積近似於印度或是阿根廷的陸地。

### 表面

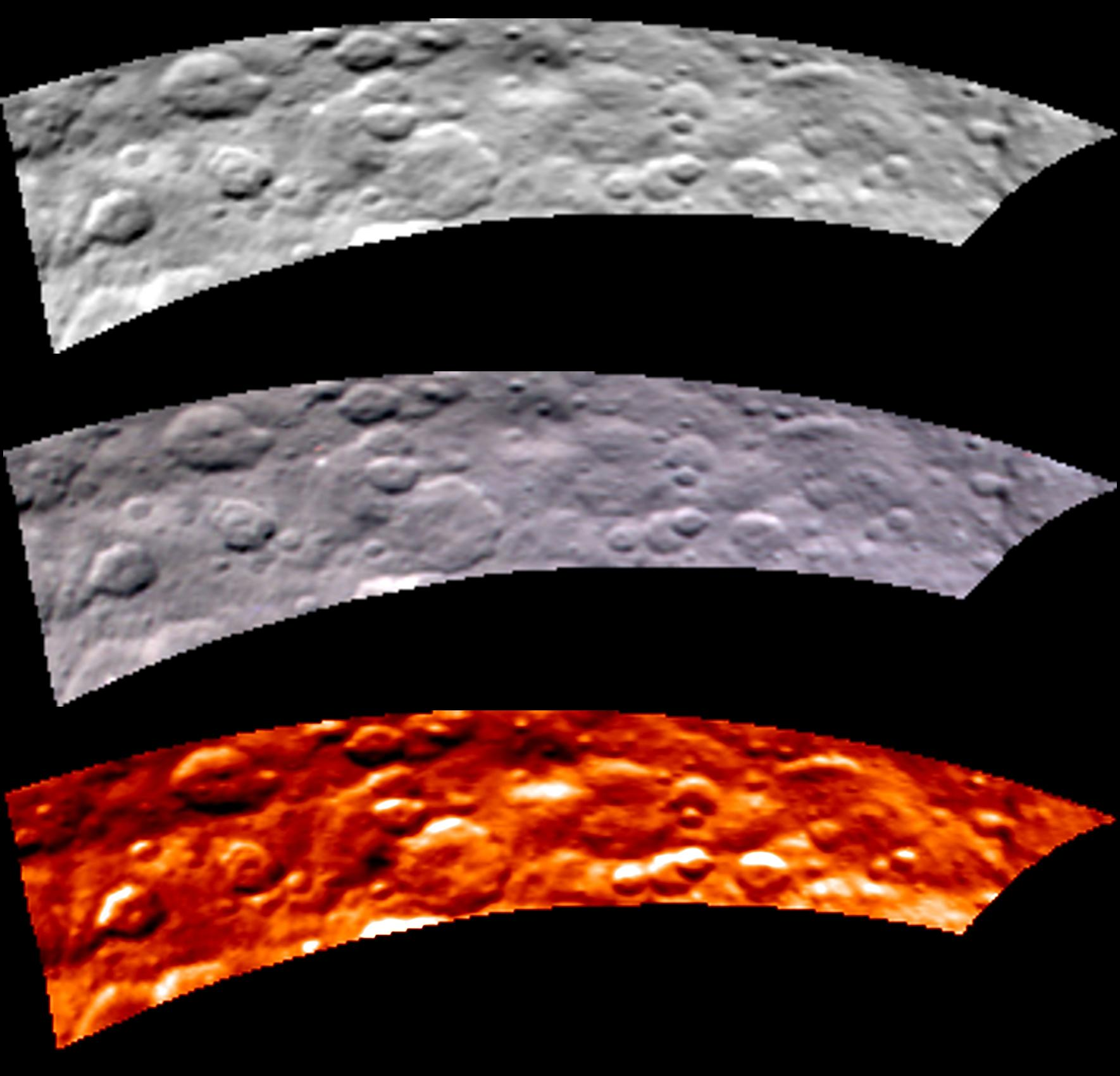
穀神星的VIR光譜的地圖
（黑白、原色、紅外線）。

穀神星表面的化學組成大致上與C-型小行星相同，也存在著一些差異。穀神星的紅外線光譜顯示出水合的材料無所不在，表明其內部存在大量的水。表面可能的其它成分包括富鐵黏土礦物（黑鐵蛇紋石）和碳酸鹽礦物（白雲石和菱鐵礦），都是碳質球粒隕石中常見的礦物。碳酸鹽岩和黏土礦物的光譜特徵通常在其它C型小行星中是所欠缺的。有時，穀神星會被歸類為G-型小行星一類。
穀神星的表面是相對溫暖的。1991年5月5日，測定其日下點的最高溫度大約是235K（大約是− 38 ° C 或− 36 ° F）。在這樣的溫度下，冰是不穩定的。在表面的冰昇華後所留下的材料，可以解釋穀神星何以會比外太陽系其它的冰衛星黑暗。

#### 曙光號觀測之前

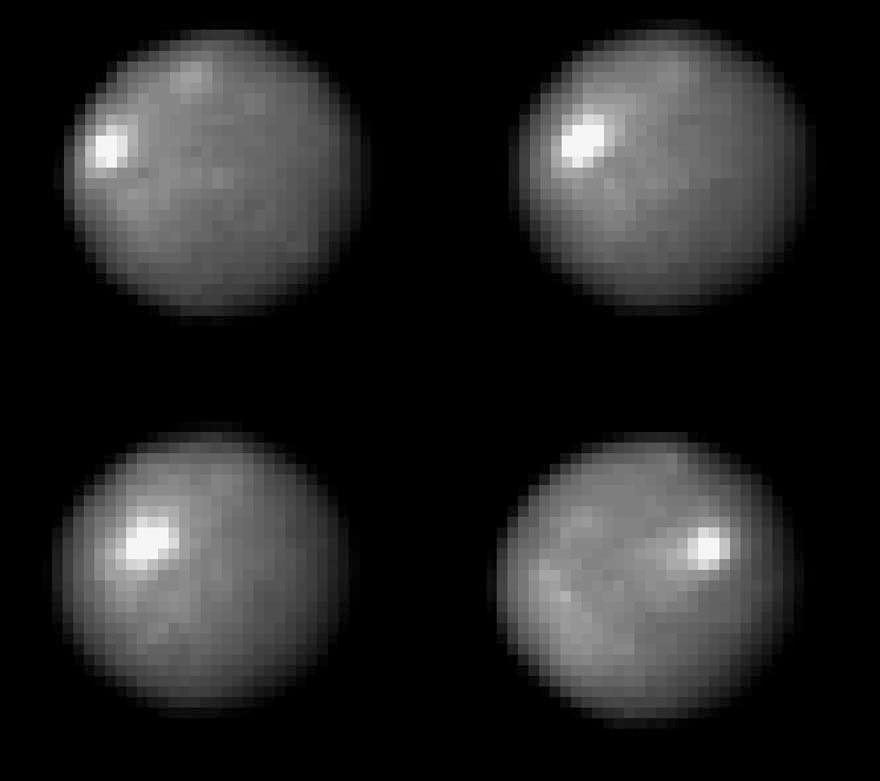
HST在2004年拍攝的2小時又20鐘的自轉影像。

在曙光號探測之前，已經清楚地檢測到穀神星表面的幾個特徵。1995年，哈伯太空望遠鏡拍攝的高解析紫外線影像顯示表面有黑暗的斑點，並已被暱稱為皮亞齊以尊崇其發現者，這被認為是一個坑穴。稍後，凱克望遠鏡使用調適光學在近紅外波段的高解析觀測完整的自轉移動，顯示穀神星的表面有幾個黑暗的明亮的斑點。兩個圓形的黑暗特徵被推定為坑穴，其中一個被觀測到中央有著明亮的區域，而另一個就是皮亞齊。哈伯太空望遠鏡在2003年和2004年以可見光觀測自轉的完整影像，揭露出11個可以辨認的表面特徵，其中有些性質仍待測定，而其中一個特徵對應於之前所指認出的皮亞齊。
最後的觀測顯示穀神星的北極指向赤經19h24m（291°）、赤緯 +59°，也就是星座中的天龍座，其結果是穀神星只有大約3°的轉軸傾角。曙光號之後的測量確認北極軸實際是指向赤經19h24m40.3s（291.418°）、赤緯 +66°45’50”（距離天廚一，天龍座δ1.5°左右），這意味著轉軸傾角有4°。

#### 曙光號的觀測
曙光號觀測到大量的坑穴與不明顯的突起，顯示這些坑穴可能躺在較柔軟的表面，可能是水冰之上。其中一個直徑270 km（170 mi）的坑穴，只有著極低的突起，讓人想起特提斯和伊阿珀托斯大而平的坑穴。意外的是大量穀神星的坑穴有中央的凹陷，而許多有著中央峰。曙光號觀測到幾個亮斑，最亮的斑（「5號斑」）位於直徑80-（50-英里），被稱為歐卡托坑的中央。於2015年5月4日拍攝的穀神星影像顯示，第二亮的斑點實際上是一群可能多達10個分散亮點的集團。這些明亮特徵的反照率大約是40%，這是表面的一種物質，可能是反射太陽光的冰或鹽類。最有名的亮斑，"5號斑"會週期星的出現陰霾，支持這是某種釋氣或冰的昇華形成的亮斑。在2016年3月，曙光號在Oxo坑發現穀神星表面有水分子的決定性證據。噴射推進實驗室興奮的說：「這些水可以被束縛在礦物，或者是冰的形式。」

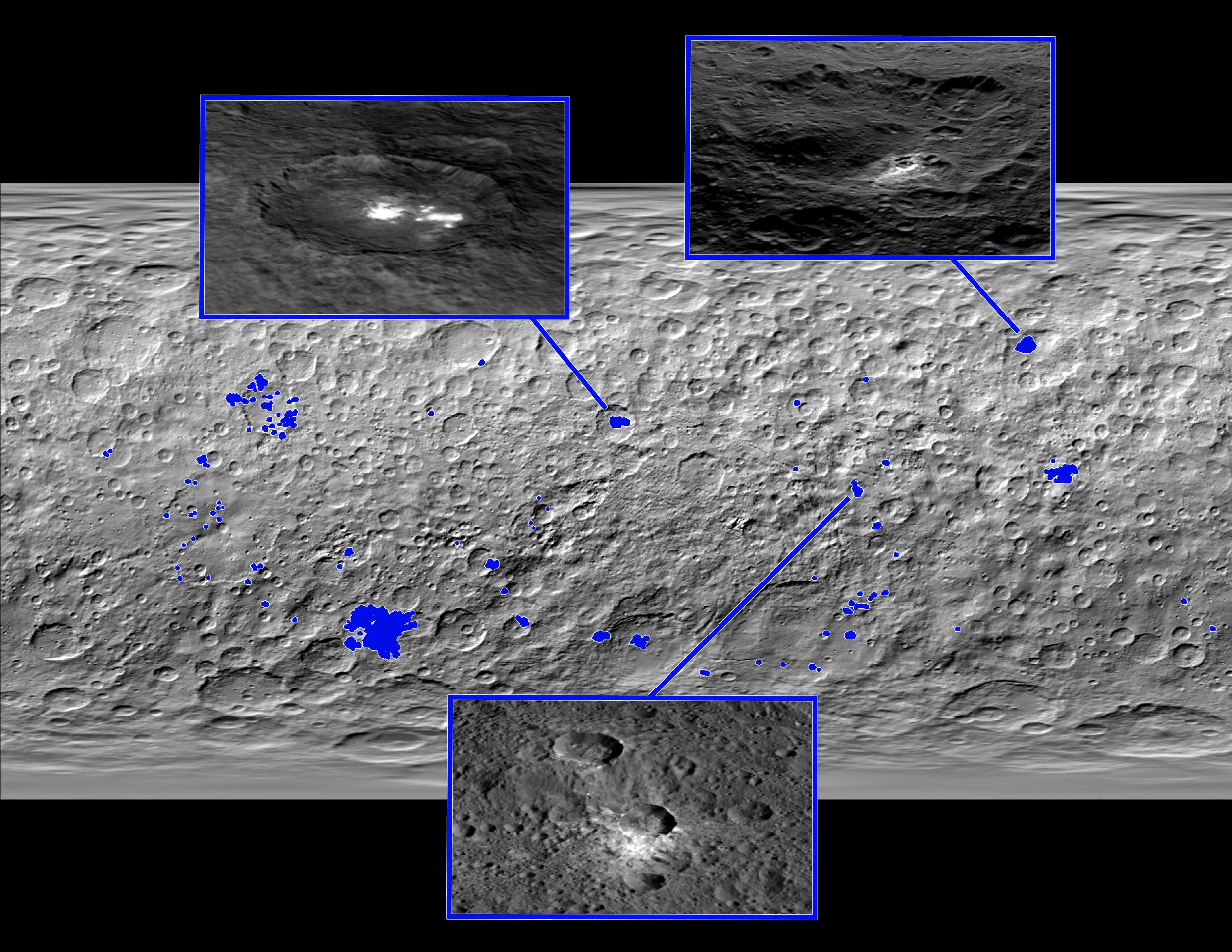
穀神星上亮斑的地圖（2015年12月10日發佈）。

2015年12月9日，NASA的科學家報告說，穀神星的亮斑可能涉及某些鹽類，特別是表列出來的滷水，包括硫酸鎂、六水瀉鹽（Mg4·6H2）；這些斑點也發現與富含氨的黏土有所關聯。
| 在可見光和紅外線的穀神星的亮點： 「1號斑」（最上排）（比周圍「冷」）； 「5號斑」（底部）（與周圍的「溫度相似」）（2015年4月） |

### 內部的結構
康奈爾大學的彼得·湯馬斯提出穀神星有分異的內部，因為對一顆未分異的天體來說它的扁率是太低了。這表示它他有一個被含冰的地函包覆的岩石核心。厚約100公里的地函（佔穀神星23-28%的質量，和約50%的體積）)包含2億立方公里的冰，這比地球上的淡水總量還要多，此一結果得到凱克望遠鏡在2002的觀測和演化模型的支持。同樣的，在它的表面上也留下了一些歷史的痕跡（距離太陽是如此的遠，削弱了太陽輻射的影響力，使其在形成的過程中納入了一些低熔點的成分），穀神星的內部可能有揮發性物質。
另一方面，穀神星的形狀和大小或許可以解釋它內部的多孔性和只有部分的分異或是完全未分異。只有一層冰存在於岩石的基礎上，在重力上是不穩定的。如果有任何的岩石礦床陷入一層分異的冰中，將形成鹽類的沉積，而這些岩類是檢測不出來的。因此穀神星可能沒有一個很大的冰殼，取而代之的是多水的成分和低密度的小行星。放射性同位素的衰變也許不足以造成分異。

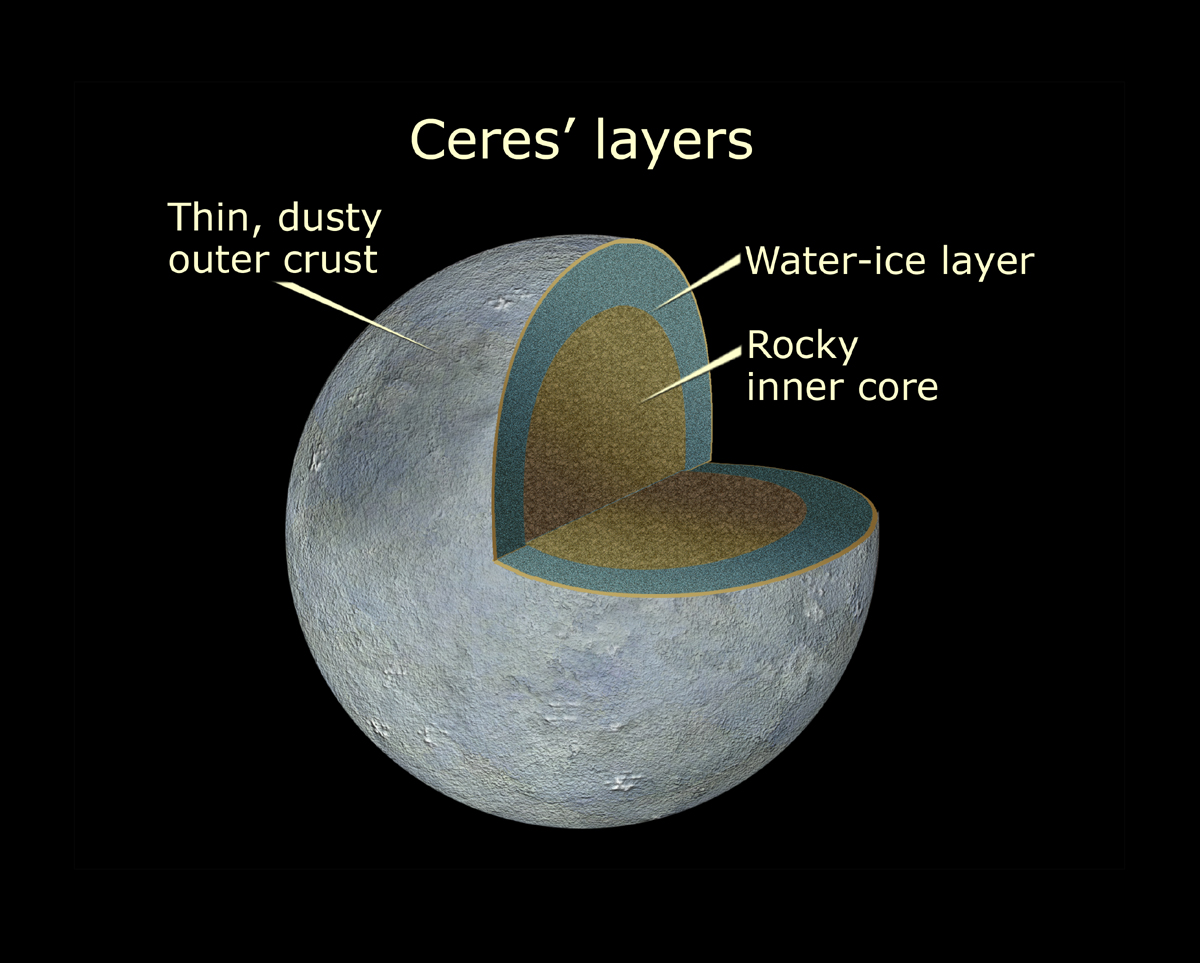
圖示顯示出穀神星內部可能的結構。

### 大氣層
有跡象顯示穀神星有著微弱的大氣層。在距離太陽5AU之內，天体表面的水冰是不穩定的，所以當直接暴露在太陽輻射下時，它可以昇華。水冰可以從穀神星的深層遷移到表面，但是會在很短的時間逃逸。結果是，很難檢測到水氣的蒸發。在1990年代的初期，有可能觀測到水從穀神星的極地洩漏出來，不过没有办法證明。也可能在新撞擊火山口或是裂縫中檢測到逃逸出來的水蒸氣。國際紫外線探測衛星的紫外線觀測显示在穀神星的北極檢測到在統計上有意義的氫氧化物，是由太陽輻射的紫外線分解水蒸氣的產物。

## 起源和演化
穀神星可能是尚存的原行星（萌芽期的行星），於45.7億年前在小行星帶中形成。雖然大多數內太陽系的原行星（包括所有月球-火星大小的天體）不是和其他的原行星合併成為類地行星，就是被木星彈射到太陽系外，穀神星相信是留存下來較為完整的（另一顆可能是原行星的是灶神星，它的體積更小，並在固化後曾遭受重大的撞擊，損失它自身~1%的質量），一個替代的理論則認為穀神星形成於古柏帶，稍後才遷移到小行星帶。
穀神星的地質演化取決於形成期間和之後可用的熱源：來自微行星吸積的摩擦力、各種不同放射性元素的可能包括短半衰期的元素（像是26Al）。這些被認為已足以使穀神星在形成後不久分異為岩石的核心和冰的地函。這種過程可能導製表面被水火山和地質構造重塑，消除了古老的地質容貌。由於它比較小，穀神星會比較快的冷卻而有效的阻止導致早期地質結構重整的過程。任何在表面上的冰都會逐漸昇華，留下各種的水合礦物，像是黏土和碳酸鹽。
如今穀神星似乎是一顆地質處於非活躍狀態的天體，表面可能只受到撞擊的影響。大量的水冰存在於其組成內，使得穀神星內部可能有一層液態水的存在，這個假設的層或許可以稱為海洋。如果有一層液態水存在，相信他會藉於古體的核心和冰地函之間，就像在理論上存在於歐羅巴的海洋一樣。海洋的存在更有可能將溶質（即鹽、氨、硫酸或其它的防凍劑等成分）溶解在其水。

## 觀測
當穀神星在近日點附近衝時，它的視星等可以達到+6.7等，一般認為對裸眼來說這樣的光度還是太暗而難以見到，但視力特別銳利的觀測者可能可以看見這顆矮行星。穀神星在2012年12月18日的視星等可以達到+6.73等。亮度可以達到這種程度的小行星還有灶神星、智神星（在罕見的近日點衝）和虹神星。穀神星在合的時候光度是+9.3等，相當於使用10X50的雙筒望遠鏡可以看見的最暗天體。因此，當它在地平線上的任何時刻，只要天空夠黑暗，都可以用雙筒望遠鏡看見它。
觀察穀神星的一些值得關注的里程碑包括：
- 1984年11月13日，在墨西哥、佛羅里達和加勒比海之間，觀測到穀神星的恆星掩星[97]。
- 1995年6月25日，哈伯太空望遠鏡的紫外線觀測得到解析度達到50公里的影像[73][98]。
- 2002年，凱克望遠鏡使用調適光學得到解析度30公里的紅外線影像[75]。
- 2003年和2004年，使用哈伯太空望遠鏡觀測得到解析度30公里的可見光影像（最好的資料）[10][76]。

## 探測

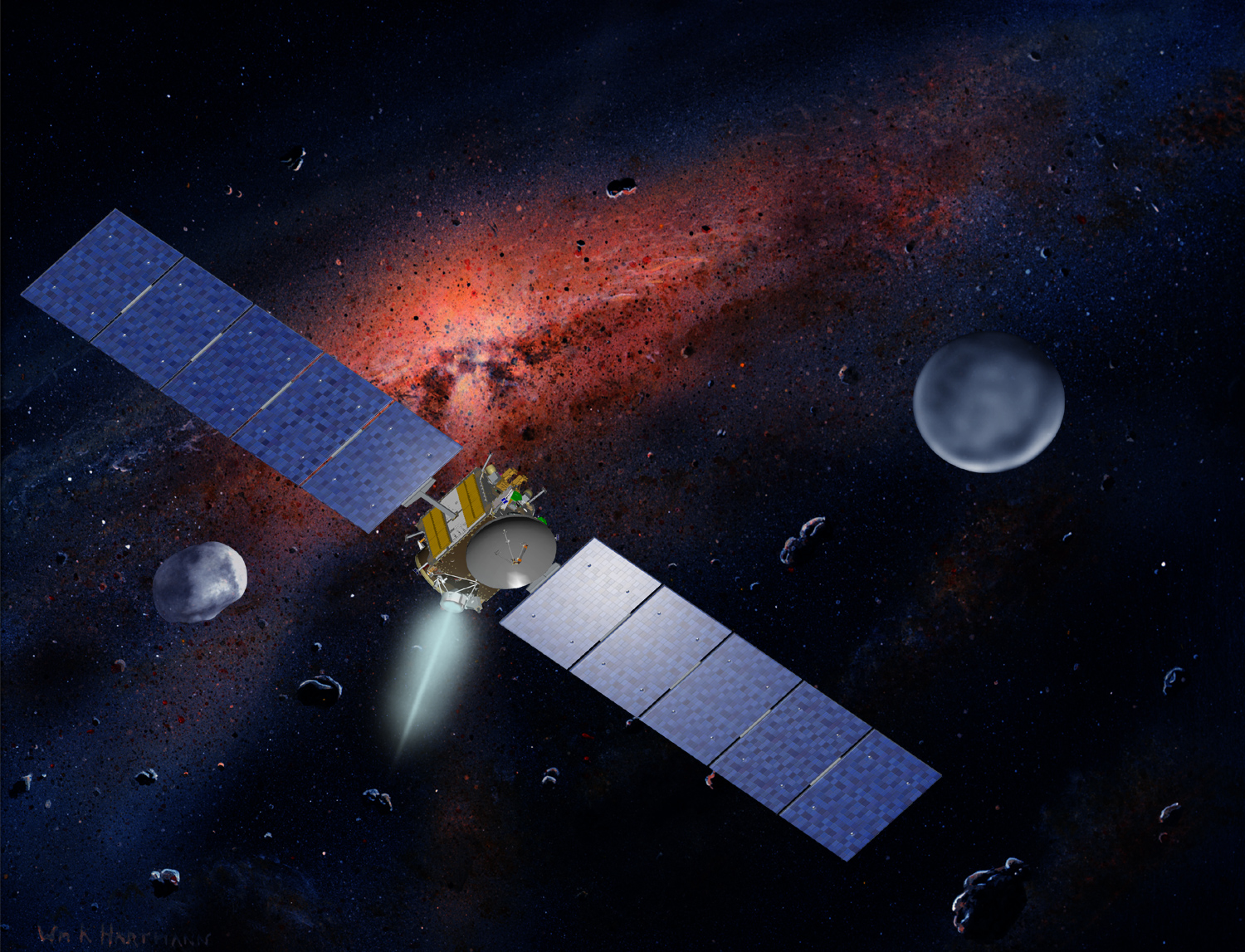
藝術家描繪下探測穀神星（右侧），灶神星和小行星帶的曙光號太空船。

從在火星表面和軌道上環繞的太空船所發送的無線電訊號，觀察火星受到穀神星的運動所誘導的攝動，曾經被用來估計穀神星的質量。
曙光號太空船被NASA在2007年9月27日發射，已經從2011年7月15日至2012年9月5日探測灶神星，然後它繼續前往穀神星。它在2015年3月6日到達穀神星，比新視野號太空船在到達冥王星之前早4個月。因此曙光號是第一個在近距離研究矮行星的探測任務。
按照曙光號太空船的任務計畫，它會從一系列高度逐漸降低的圓形極軌道研究穀神星。2015年4月23日，它進入第一個高度13,500公里的觀測軌道（"RC3"軌道），停留大約一圈（15日）。之後，太空船下降至高度4,400公里軌道（調查軌道），停留三星期 。然後又在高度1,470公里軌道（"HAMO"軌道）停留兩個月。最後，在高度375公里軌道("LAMO"軌道)停留最少三個月。這艘太空船攜帶的儀器包括框架相機、可見光和紅外分光儀、伽瑪射線和中子偵測儀。這些儀器被用來審視這顆矮行星的形狀和元素豐度。

## 地图
| 谷神星成分的假彩色照片（红色=红外线；绿色=穀神星的亮點；蓝色=紫外线，2015年9月） |
| 谷神星颜色增强照片，中心位于经度180°（2015年3月）。                              |
| 谷神星黑白照片，中心位于经度0°，图片包含NASA命名的地名（2015年8月14日）。        |
| 谷神星地形图（2016年9月26日）                                                    |
| 谷神星半球等高线图,中心在东经60°和240°(2015年7月).                               |
| 谷神星，两极地区（2015年11月）：北极（左图），南极（右图）。                     |

### 真实色彩照片

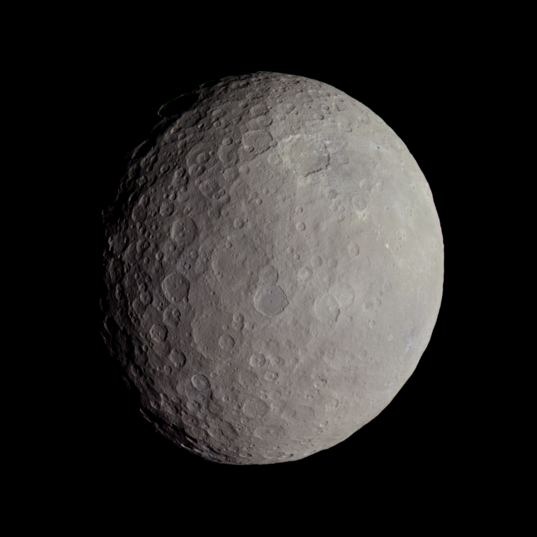
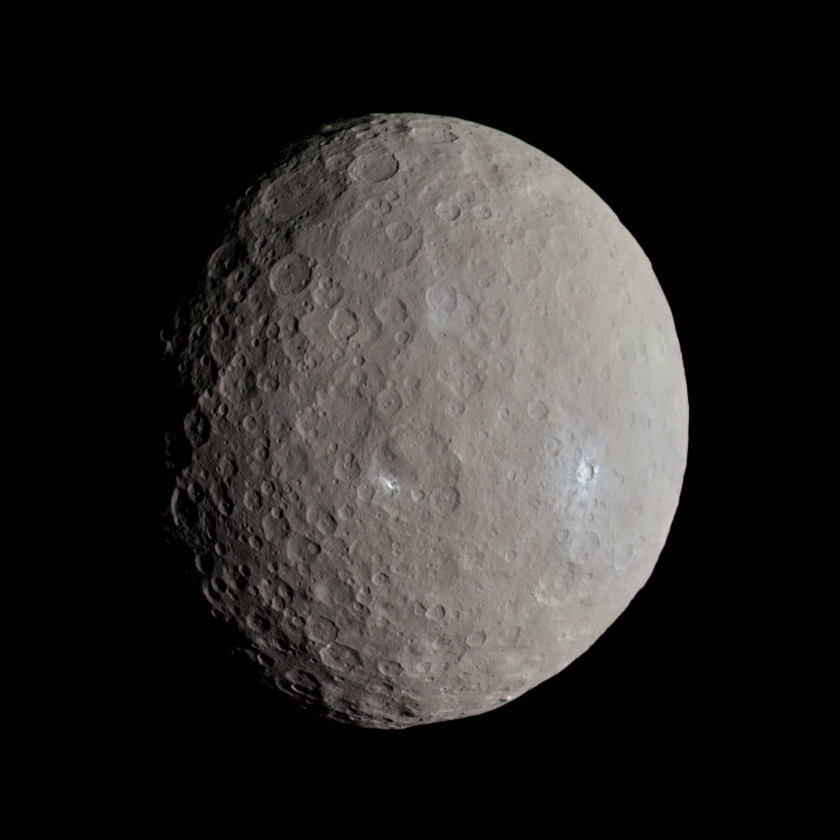

## 图片

### 动画

2015年2月4日; 黎明 90,000 km（56,000 mi）
2015年5月4日; 黎明 13,600 km（8,500 mi）
2015年5月4日; 黎明 13,600 km（8,500 mi） 亮点

## 註解
1. ↑  這張圖片是曙光號太空船於2015年5月2日在距離穀神星表面13,642（8,477英里）的"旋轉表徵"軌道上拍攝的。在中心和右方的兩個亮點，穀神星上常見的現象，分別是奧蘇（Oxo）和侯拉尼撞擊坑（Haulani）。阿胡拉山在圖中也顯而易見，陡峭的山就位在底部。
2. ↑  1807年，馬丁·克拉普羅特試圖將它的名字改為有正當語源的"cererium"，但並未流通。[46]
3. ↑  面積約為澳大利亞的百分之四十、美國或加拿大的三分之一、英國的十二倍

### 星曆表
- James L. Hilton, U.S. Naval Observatory Ephemerides of the Largest Asteroids （页面存档备份，存于） The Astronomical Journal, Vol. 117 pp. 1077 (1999).
- Yeomans, Donald K. . NASA JPL.   [2007-03-20]. （原始内容存档于2016-03-20）. — Horizons can be used to obtain a current ephemeris

## 外部連結
- Dawn mission home page （页面存档备份，存于） at JPL
- A simulation of the orbit of Ceres （页面存档备份，存于）
- JPL Ephemeris（页面存档备份，存于）
- How Gauss determined the orbit of Ceres （页面存档备份，存于） from keplersdiscovery.com
- Hilton, James L. . The Astronomical Journal. 1999, 117 (2): 1077. Bibcode:1999AJ....117.1077H. doi:10.1086/300728.
- Animated reprojected colorized map of Ceres （页面存档备份，存于） (22 February 2015)

| 前一小行星： ' | 小行星列表 | 後一小行星： (2)智神星 |